# Розумівська сільська рада (Запорізький район)
| Розумівська сільська рада — колишній орган місцевого самоврядування у Запорізькому районі Запорізької області з адміністративним центром у с. Розумівка. Водоймища на території, підпорядкованій даній раді: р. Дніпро. Сільській раді підпорядковані населені пункти: - с. Розумівка - с. Нижня Хортиця |

## Склад ради
Рада складається з 20 депутатів та голови.

### Керівний склад ради
| ПІБ                     | Основні відомості                                            | Дата обрання | Дата звільнення |
| ----------------------- | ------------------------------------------------------------ | ------------ | --------------- |
| Марченко Марія Петрівна | Сільський голова, 1961 року народження, освіта, позапартійна | 26.03.2006   | 31.10.2010      |

Примітка: таблиця складена за даними джерела